# 藍鑽石耕地
藍鑽石耕地（英語：Blue Diamond Growers），是在1910年成立為主要加州杏仁農地交易市場，是全球最大「樹上果仁分銷企業」，也是一家主要農業和市場組織合作社，主要生產和最大出口分銷杏仁，以「藍鑽石果仁」品牌，而這個農為達到3500耕地，總價值為10億美元，總部位於加利福尼亞州沙加緬度。
根據沙加緬度郵報資料，雖然預測2009年銷售額為7.09億美元，但由於該合作社純屬私營企業性質，因此過往數據並不全面。

## 連結
- BlueDiamond.com （页面存档备份，存于）